# اغتيال سامر حنا
النقيب سامر حنا كان طيارًا في الجيش اللبناني برتبة ملازم أول قُتل في 25 أغسطس 2008، أثناء تدريب عندما أُطلقت علي مروحيته النيران في قرية تلة سجد  في جزين ، وهي منطقة خاضعة لنفوذ حزب الله في جنوب لبنان. وقعت الحادثة بينما كانت المروحية تتدرب على الهبوط في منطقة تم تحديدها كمنطقة عسكرية مغلقة من قبل حزب الله، على الرغم من عدم إبلاغ الطاقم بهذا القيد.

## الحادثة
شهد المقاتل في حزب الله مصطفى حسن المقدم بأنه أطلق أربع رصاصات على المروحية من مسافة 300 متر  ، ظناً أنها طائرة إسرائيلية بسبب وهج الشمس الذي حجب العلم اللبناني. وزعم أنه قام بهذه الخطوة وسط تزايد التحذيرات بشأن عمليات إسرائيلية محتملة. وأفاد مساعد الطيار الملازم محمود عبود أنه تم اعتقاله من قبل مسلحين (من حزب الله على ما يبدو)، وتم تجريده من أجهزة الاتصال، ثم تم إطلاق سراحه بعد ساعات.

## التحقيق
بدأت السلطات اللبنانية تحقيقًا ، ولكن لم يتم الإعلان عن النتائج رسميًا، مما أدى إلى تكهنات وجدل حول الحادث. وتضاربت التقارير، حيث زعمت بعض المصادر أن مقاتلي حزب الله أسقطوا المروحية عن طريق الخطأ،  في حين اقترح آخرون أن الهجوم كان متعمدًا. وجهت إلى مصطفى حسن مقدم تهمة القتل غير العمد، وأفرج عنه بكفالة في يونيو/حزيران 2009 (بعد ستة أشهر)، واختفت القضية من الخطاب العام بعد انضمام حزب الله إلى حكومة الوحدة الوطنية في لبنان . وبعد سنوات أعلن حزب الله مقتل مصطفى حسن مقدم الذي كان يقاتل في صفوفه في سوريا ، لكن لا يوجد دليل على ذلك.

## في السياسة
وقد أبرزت هذه الحادثة التوترات مع حزب الله، الذي تم منحه بعض الاستقلالية بشأن سلاحه بموجب اتفاق الطائف في عام 1991. وقد زعم المنتقدون، ومن بينهم رئيس الوزراء السابق فؤاد السنيورة ، أن هذا القانون يجسد حزب الله كدولة داخل الدولة ". وقد تساءل الرئيس السابق أمين الجميل عما إذا كان المواطنون اللبنانيون قادرين على التواجد عاى الأراضي الخاضعة لسيطرة حزب الله بأمان.